# Kozły (rejon dokszycki)
Kozły (biał. Казлы; ros. Козлы) – wieś na Białorusi, w obwodzie witebskim, w rejonie dokszyckim, w sielsowiecie Królewszczyzna.

## Historia
W czasach zaborów wieś leżała w gminie Porpliszcze, w powiecie wilejskim w guberni wileńskiej Imperium Rosyjskiego.
W dwudziestoleciu międzywojennym wieś leżała w Polsce, w województwie wileńskim, w powiecie duniłowickim, od 1926 w powiecie dziśnieńskim, w gminie Porpliszcze.
Według Powszechnego Spisu Ludności z 1921 roku zamieszkiwały tu 343 osoby, 93 było wyznania rzymskokatolickiego, 250 prawosławnego. Jednocześnie 94 mieszkańców zadeklarowało polską przynależność narodową, 248 białoruską, a 1 inną. Były tu 62 budynki mieszkalne. W 1931 w 71 domach zamieszkiwały 342 osoby.
Wierni należeli do parafii rzymskokatolickiej Parafianowie i prawosławnej w Porpliszczach. Miejscowość podlegała pod Sąd Grodzki w Dokszycach i Okręgowy w Wilnie; właściwy urząd pocztowy mieścił się w Porpliszczach.
Po agresji ZSRR na Polskę w 1939 roku wieś znalazła się w granicach BSRR. W latach 1941–1944 była pod okupacją niemiecką. Następnie leżała w BSRR. Od 1991 roku w Republice Białorusi.